# 石光商事
石光商事株式会社(英: S.ISHIMITSU & CO.,LTD.)は兵庫県神戸市灘区に本社を置くコーヒー輸入・販売を主力とする飲料、食品輸入商社。東京証券取引所スタンダード市場上場銘柄の一つである(証券コードは2750）。日本紅茶協会会員でもある。関連会社に関西アライドコーヒーロースターズやユーエスフーズ、東京アライドコーヒーロースターズなどがある。発祥はアメリカ合衆国ロサンゼルスである。

## 沿革
- 1906年(明治36年)-広島出身の石光季男が渡米し、アメリカロサンゼルス市にて食品販売業を創業[1]。
- 1909年(明治39年)-卸売業に発展し、神戸市に支店を開設。
- 1922年(大正11年)-本店をロサンゼルスより神戸市に移す。以来、北南米・オーストラリア・地中海・アジア諸国との輸出入活動を行なう。
- 1941年(昭和16年)-十五年戦争激化により休業。
- 1951年(昭和26年)-兵庫県神戸市葺合区にコーヒー生豆、紅茶原料を取り扱う株式会社石光季男商店を設立。
- 1957年(昭和32年)-酒類販売免許取得し、洋酒取引を開始する。
- 1963年(昭和38年)-商号を石光商事株式会社に改称。
- 1973年(昭和48年)-コーヒー焙煎にかかわる公害問題への対応と中小焙煎業者の合理化のため、共同出資により関西アライドコーヒーロースターズ設立。
- 1975年(昭和50年)-シーカフェーを設立。
- 1982年(昭和57年)-外食産業向けイタリア直輸入食材販売を開始。
- 1987年(昭和62年)-本社を現所在地に移転。
- 1995年(平成7年)-阪神・淡路大震災により本社隣接の物流センター倒壊。
- 1997年(平成9年)-大阪市西淀川区に物流センター開設。
- 1999年(平成11年)-ユーエスフーズを買収、子会社化。
- 2002年(平成14年)-社団法人日本証券業協会に店頭登録銘柄として株式を登録。
- 2004年(平成16年)-ジャスダック証券取引所に株式を上場。
- 2010年(平成22年)-ジャスダック証券取引所と大阪証券取引所の合併に伴い、大阪証券取引所JASDAQ市場に株式を上場。
- 2011年(平成23年)-三国間貿易や海外事業開拓を行う海外事業部門を新設。シーカフェーの店舗を「バッコ・タバッコ・エ・ヴェーネレ」として新たに開店。
- 2012年(平成24年)-中華人民共和国に石光商貿(上海)有限公司を設立。
- 2013年(平成25年)-タイ王国にTHAI ISHIMITSU CO.,LTD.を設立。東京証券取引所と大阪証券取引所の統合に伴い、東京証券取引所JASDAQ（スタンダード）に株式を上場。

## 参考資料
- 石光株式会社第64期 有価証券報告書(EDINET - 閲覧)
- 会社四季報2014年３集夏号　第426号(東洋経済新報社)